# تیگنس
تیگنس (به فرانسوی: Tignes) یک کمون (فرانسه) در فرانسه است که در canton of Bourg-Saint-Maurice واقع شده‌است. تیگنس ۸۱٫۶۳ کیلومتر مربع مساحت دارد ۱٬۸۱۰ متر بالاتر از سطح دریا واقع شده‌است.